# Antonius Matthaeus III
Antonius Matthaeus III (Utrecht, 18 december 1635 – Leiden, 25 augustus 1710) was een Nederlands jurist en uitgever van historische bronnen. Hij was de derde jurist met dezelfde naam in de geleerdenfamilie Matthaeus.
Zijn grootvader Antonius Matthaeus I (1564-1637) was van 1625 tot 1637 hoogleraar rechten in Groningen, zijn vader Antonius Matthaeus II was hoogleraar strafrecht in Utrecht. Antonius Matthaeus III studeerde in Utrecht rechten bij zijn vader en bij J.J. Wyssenbach en in Franeker bij C. Regner (Regnerus). Na zijn promotie in 1659 werd hij docent in Utrecht. Antonius Matthaeus III was van 1660 tot 1672 hoogleraar rechten in Utrecht, waar hij in het academisch jaar 1666-1667 tevens rector magnificus was. Van 1672 tot 1710 was hij hoogleraar in Leiden, waar hij in 1678-1679 rector was.
Antonius Matthaeus III publiceerde een 10-delige editie van oude handschriften, de Veteris aevi analecta. Hij was bevriend met verzamelaar van oudheden en uitgever van oude handschriften Mr. Cornelis van Alkemade. Matthaeus was de eerste, voor wie Van Alkemade een afschrift maakte van de door hem aangekochte (en pas later als vervalsing herkende) Rijmkroniek van Klaas Kolijn. Dit afschrift is na zijn dood door zijn zoon Antonius Matthaeus IV, professor in Deventer, ter beschikking gesteld van Gerhard Dumbar Sr., die het in 1719 opnam in het eerste deel van zijn Analecta.
De later door juristen veel gebruikte uitdrukking Paroemia juris stamde af van Matthäus. Hij was met Elisabeth Paters getrouwd en liet zoon Anton Matthäus de Vierde na.

## Werken
- De nobilitate, de principibus ... de comitatu Holandiae et diocesi Ultrajectina (1686; herdruk 1698).
- De jure gladii tractatus et de toparchis qui exercent id in diocesi Ultrajectina (1689).
- De rebus Ultrajectinis et inprimis de bello cum Coverdensibus, Tarantiis, seu Drentinis olim gesto auctoris incerti ... narratio historica (1690; herdruk 1740)
- Johannes de Leydis, Chronicon Egmundanum seu Annales regalium abbatum Egmundensium (1692)
- met Theodorus Verhoeven (red.), Rerum Amorfortiarum scriptores duo inediti (1693)
- Manuductio ad jus canonicum quae ejusdem originem, institutiones etc. etc. complectitur, Lugd. B. (1696)
- Veteris aevi analecta, seu Vetera monumenta hactenus nondum visa (1698-1710, 10 delen; herdruk 1738) - deel 5 bevat een editie van Johannes de Beke; deel 10 Chronicon Ord. Teut. ...
- Fundationes et fata ecclesiarum, quae et Ultrajecti, et in ejusdem suburbiis, et passim alibi in diocesi (1703; herdruk 1704)
- Chronicon ducum Brabantiae, ab ipsis gentis initiis ad ann. M.CCCC.LXXXV. (1707)

Postuum:
- met Brouerius van Nidek (red.), "Tjalling Aykema's Cronyke van die Ommelanden", in: Analecta Medii Aevi (Amsterdam/Middelburg, 1725), p.477-491